# قلعه‌جوق (ملکشاهی)
قلعه جوق (ملکشاهی)، روستایی از توابع بخش گچی شهرستان ملکشاهی در استان ایلام ایران است.

## جمعیت
این روستا در دهستان کبیرکوه قرار دارد و براساس سرشماری مرکز آمار ایران در سال ۱۳۸۵، جمعیت آن ۱٬۷۲۴ نفر (۲۷۵خانوار) بوده‌است.